# Nghĩa Lạc, Nghĩa Hưng
Nghĩa Lạc là xã thuộc huyện Nghĩa Hưng, tỉnh Nam Định, Việt Nam.

## Địa giới hành chính & Lịch sử hình thành
Địa giới hành chính :
Nghĩa Lạc nằm ở khu vực trung tâm của huyện Nghĩa Hưng, thuộc tả ngạn sông Đáy và hữu ngạn sông Ninh Cơ.
- Phía bắc giáp xã Nghĩa Sơn, huyện Nghĩa Hưng
- Phía đông giáp các xã Hải Giang và Hải Ninh, huyện Hải Hậu (ranh giới tự nhiên là sông Ninh Cơ).
- Phía nam giáp các xã Nghĩa Phong và Nghĩa Hồng, huyện Nghĩa Hưng.
- Phía tây giáp các xã Chất Bình, Xuân Chính, huyện Kim Sơn và xã Khánh Thành, huyện Yên Khánh, tỉnh Ninh Bình (ranh giới tự nhiên là sông Đáy). Lịch sử hình thành : Xã Nghĩa Lạc được thành lập từ năm 1824, Đảng bộ xã Nghĩa Lạc ra đời từ tháng 11 năm 1948: Ban đầu là xã Lạc Đạo thuộc Tổng Sỹ Lâm phủ Nghĩa Hưng. - Năm 1938 thôn Đồng Liêu tách ra khỏi xã Quần Liêu và lập thêm 01 xã nữa trên đất Nghĩa Lạc thành xã Đồng Liêu. Vào năm 1946 đến năm 1956 Nghĩa Lạc có 2 xã Lạc Đạo và xã Đồng Liêu và lập nhất thành xã Đồng Lạc. - Năm 1956 nhập thêm 2 xóm Đồng An, Đồng Ninh (An Ninh) thuộc xã Trực Hùng- Trực Ninh vào xã Đồng Lạc và đổi tên là xã Nghĩa Lạc. Năm 1974 cắt trại hàn (đò 10) về xã Nghĩa Sơn. Từ đó địa dư hành chính của xã Nghĩa Lạc tồn tại cho đến ngày nay. - Sự ra đời của xã Nghĩa Lạc gắn liền với sự quai đê lấn biển. Đầu thế kỷ thứ XIX ông Đoàn Huy Lãng sn 1804 trong một gia đình nông dân ở vùng Trà Lũ huyện Xuân Trường là một trong những người đầu tiên xuống Nghĩa Lạc vào năm 1824 mới có 20 tuổi, ông đã nảy ra ý định to lớn là tổ chức quai đê lấn biển, khai hoang, phục hóa, đưa 92 người xuống sinh sống. - Năm 1825 ông Đoàn Huy Lãng và anh trai là Đoàn Văn Pháp thành lập đất Lạc Đạo và cấy cây đề (là sự tích) là cột mốc của thời gian. -Năm 1828 xã Lạc Đạo chính thức được thành lập với xuất đinh là hơn 300 người. Phía Tây của xã người dân Quần Liêu xuống lập trại, đánh bắt tôm cá do ông Tương Dưỡng, Khán Chức, Giáp Đĩnh, Trùm Rỗng, Lang Kiên lập ra trại này vào năm 1868 mới hoàn chỉnh và đến năm 1938 xã Đồng Liêu bao gồm Đồng Liêu và Đồng Lợi được thành lập có 857 xuất đinh. - Xóm An Ninh là sự thống nhất tên gọi 2 thôn nhỏ Đồng An và Đồng Ninh, khi thành lập Đồng An có tên gọi là thôn Ngòi Cái, bởi thôn nằm cạnh con ngòi mới bị lấp vào những năm 1960- 1970; thôn Đồng Ninh nằm ngoài đê 55 khu vực đò Ninh Mỹ gọi là (trại Lác Phường thuộc Hải Hậu). Đồng An, Đồng Ninh là người của 2 huyện Hải Hậu và Trực Ninh di cư đến vào các năm 1887 – 1904. Đầu tiên là ông Đặng văn Tám, Nguyễn Văn Đàn, Vũ Quang Hiển... xuống để đánh bắt tôm cá. - Năm 1956 hai thôn gộp thành xóm An Ninh và nhập vào xã Nghĩa Lạc. Những thế hệ đi trước lập ra xã Nghĩa Lạc là ông Đoàn Huy Lãng, Đoàn văn Pháp, Đặng Văn Tám và Vũ Đình Thảo. - Năm 1940 Phát xít Nhật vào Đông Dương. Nghĩa Lạc sống trong cảnh 1 cổ 3 tròng (chịu sự áp bức bóc lột của phát xít Nhật, Pháp và chế độ phong kiến). - Năm 1944 N Lạc gặp 1 trận bão kinh khủng đã phá tan hoang nhà cửa, do vỡ đê; đến tháng 3 năm 1945 nạn đói xuất hiện, Nghĩa Lạc trở thành thảm họa của nạn đói đã cướp đi 1710 sinh mạng, trong đó có 37 gia đình chết toàn bộ. - Cuộc chiến tranh giành chính quyền ở Nghĩa Lạc từ 1945 – 1954. Tháng 9 năm 1939 chiến tranh thế giới lần thứ 2 bùng nổ. - Tháng 6/1940 phát xít Đức tấn công nước Pháp. - Tháng 9/1940 Nhật xâm lược Đông Dương trong đó có Việt Nam. Nghĩa Lạc là 1 địa bàn trọng điểm quan trọng để thành lập Việt Minh xây dựng phong trào cách mạng. Lúc đó có cụ Lưu Văn Án, Lưu Văn Phấn, Nguyễn Văn Khôi đã thành lập phong trào thanh niên tự vệ (Thanh niên phản đế). Tháng 8/1945 lực lượng xã có hàng chục người. Ngày 15/8/45 Nhật đầu hàng Liên xô. TƯ Đảng đứng đầu là Chủ tịch Hồ Chí Minh kêu gọi toàn thể nhân dân đứng lên đánh Pháp, đuổi Nhật, lật nhào phong kiến. Ông Vũ Đình Thi (sau đó là ông Phó Mười) được bầu là Uỷ ban các mạng (UBCM) lâm thời Lạc Đạo; Ông Băng Tuynh làm Chủ tịch UBCM lâm thời Đồng liêu; ông Đặng Văn Dực Chủ tịch UBCM lâm thời An Ninh. - Khi cuộc kháng chiến toàn quốc bùng nổ, lúc đó ông Vũ Đình Kiên, Lê Văn Đạo là người Nghĩa Lạc đầu tiên tình nguyện xung phong vào bộ đội.; ông Nguyễn Văn Khôi, Vũ Quốc Thước, Lưu Quang Thăng, Trần Văn Mễ, Chu Văn Chử, Nguyễn Văn Lập là những người tiếp bước vào bộ đội. - Năm 1946 N Lạc vẫn là 1 chính quyền quá độ, chức danh chủ chốt của Ủy ban hành chính (UBHC) vẫn do chức sắc của chế độ cụ nắm. - Cuối năm 1947 trong bộ máy chính quyền xã đã được ông Lưu Văn Án giữ chức Chủ Tịch, ông Nguyễn Văn Liệu giữ chức Phó chủ tịch UBHC xã. Cuối năm 1947 các thôn Đồng An, Đồng Ninh, Đồng Liêu, Lạc Đạo sát nhập thành xã Đồng Lạc; các đ/c Lưu Văn Án, Lưu Văn Phấn vinh dự được kết nạp Đảng tại chi bộ ghép Lạc - Hồng - Phong. - Đến ngày 11.11.1948 Huyện ủy Quyết định thành lập chi bộ Đảng xã Đồng lạc và kết nạp thêm đ/c Vũ Chí Công, Lưu Cao Thăng, Đoàn Cao Thặng, Nguyễn Văn Quynh vào đảng; đ/c Lưu Văn Án được chỉ định là Bí thư chi bộ. - Ngày 02/9/1948 xã xây dựng 1 đại đội thường trực cơ động chiến đấu do đ/c Lưu Văn Phấn là xã đội trưởng, đ/c Lưu Cao Thăng - Chính trị viên. - Năm 1949 kết nạp thêm đ/c Hoàng Văn Chất và Chu Văn Chử và đưa tổng số Đảng viên lên 17 đ/c. - Năm 1949 Pháp cho quân nhảy dù xuống Phát Diệm, các đ/c Lưu Văn Án, Lưu Cao Thăng, Nguyễn Văn Mưu, Vũ Đình Chư, Trần Văn Trác ở vùng tự do về hoạt động, địch tình nghi là cộng sản bắt giam ở nhà xứ Lạc Đạo; các đ/c Hoàng Văn Chất, Nguyễn Văn Quynh, Lưu Văn Phấn, Lưu Văn Phổ, Đoàn Cao Thăng, Nguyễn Văn Rương cũng bị bắt giam ở xứ Lạc Đạo. - Năm 1953 -1954 cả xã có 42 người là du kích, Thanh niên xung phong đi dân công hỏa tuyến chở vũ khí, lương thực, thực phẩm phục vụ chiến dịch Điện Biên Phủ. Ngày 7/5/1954 chiến thắng lịch sử Điện Biên Phủ trong đó 12 liệt sỹ đã anh dũng hy sinh và 9 đ/c là thương binh chống Pháp. - Năm 1954 – 1964 ổn định tình hình phát triển KT-XH – xây dựng XHCN. Sau khi hiệp định Giơ-ne-vơ ký kết, nhiều kẻ cuồng tín phản động như Linh mục Hà Đức Toán xứ Lạc Đạo; Linh mục Lưu ở Đồng Liêu cùng 1 số tay chân theo lời xúi dục vận động nhân dân di cư vào Nam và xuyên tạc Chính sách của Đảng Cộng Sản Việt Nam, kêu gọi giáo dân theo Chúa vào Nam. Lúc đó Chi bộ Đảng do đ/c Công làm Bí thư kiêm Chủ tịch cử người đến từng nhà dân để vân động tuyên truyền, vạch trần âm mưu của kẻ thù. Mặc dù vậy cả xã có 129 gia đình với 410 khẩu bỏ làng quê ra đi vào Nam sinh sống. - Năm 1957 thực hiện chủ trương về điều chỉnh địa giới hành chính xã Đồng Lạc đã chính thức đổi thành xã Nghĩa Lạc. - Năm 1958 tổng số Đảng viên trong xã có 14 đ/c và đ/c Vũ Chí Công vẫn được bầu là Bí thư. Năm 1959 toàn xã có 12 HTX gồm: Đồng Lực, Đồng Nguyên, An Ninh thuộc Đồng Lực; Đồng Tâm, Tâm Lương, Đồng Quang, Đồng Thành ( Đồng Tiến); Đồng Hưng, Đồng Nhân, Đồng Thịnh, Tiền Phong (Đồng Liêu). - Năm 1958 Trường Phổ thông cấp 1 ra đời; Năm 1959 trạm xá được thành lập. - Năm 1963 từ 12 HTX lại ghép thành 7 HTX. HTX Nguyên Lực; An Ninh; Tâm Lương; Quang Thành; Hưng Nhân; một phần Đồng Hưng Thịnh, Tiền Phong; đ/c Đỗ Công Biên làm BTCB và chia thành 13 Chi Bộ trên toàn Đảng bộ. - Năm 1965 trường Phổ thông cấp 2 được thành lập thầy Nguyễn Văn Noãn làm Hiệu trưởng. - Ngày 5/8/1964 đế quốc Mỹ cho lực lượng không quân tấn công Miền Bắc. Miền Bắc thay đổi chiến lược thần kỳ vừa XD CNXH vừa chiến đấu chống chiến tranh và chi viện cho Miền nam đánh Mỹ. - Năm 1965 – 1975 Nghĩa Lạc vừa sản xuất, vừa chiến đấu chống Mỹ cứu nước. Năm 1965 kiện toàn lại tổ chức Đại hội Đảng bộ xã bầu ra 7 đ/c trong Ban Chấp Hành. đ/c Đỗ Công Biên làm Bí Thư; đ/c Nguyễn Văn Thảnh Chủ Tịch xã; đ/c Nguyễn Văn Lập, Nguyễn Văn Muôn xã đội trưởng, đ/c Đảng làm trưởng CA. - Tháng 10/1965 Đảng ủy Quyết Định sát nhập 7 HTX thành 3 HTX là Đồng Liêu, Đồng Lực, Đồng Tiến. Trải qua các cuộc chiến tranh chống Pháp, Mỹ với 83 người con ưu tú của xã nhà đã ngã xuống trong đó có 12 chiến sỹ đã hy sinh ngay trên mảnh đất quê hương. 55 đ/c đã để lại 1 phần xương máu trên trận địa. - Ngày 27/7/1971 Đảng, Chính quyền đã khánh thành xây dựng nghĩa trang nhân dân ngay tại trung tâm xã để tưởng niệm những AHLS đã hy sinh cho nền độc lập dân tộc. - Năm 1975- 1993 Nghĩa Lạc trong sự nghiệp XD CNXH và bảo vệ vững chắc tổ quốc Việt Nam XHCN. Cuộc chiến chống Mỹ cứu nước của dân tộc ta chiến dịch Hồ Chí Minh lịch sử 30/4/1975 toàn thắng, chấm dứt ách thống trị của chủ nghĩa đế quốc, cả nước bước vào kỷ nguyên mới, kỷ nguyên độc lập tự do CNXH. Nghĩa Lạc bắt tay vào sản xuất xây dựng CNXH. -Năm 1977 Đảng bộ đã chỉ đạo sát nhập 3 HTX thành 1 HTX lấy tên là HTX nông nghiệp Nghĩa Lạc do đ/c Nguyễn Thanh Cừ làm Chủ nhiệm và bắt tay vào LĐ SX nông nghiệp, trồng trọt, chăn nuôi. - Đến ngày 17/02/1979 cuộc Chiến Tranh biên giới phía bắc bùng nổ, thực hiện lời kêu gọi của TƯ Đảng và lệnh tổng động viên, hàng trăm người con Nghĩa Lạc nhập ngũ, tái ngũ ra chiến trường chiến đấu bảo vệ Tổ quốc. - Năm 1980 để giải quyết tình hình, được sự chỉ đạo của huyện HTX NN Nghĩa Lạc lại chia thành 3 HTX: HTX Đồng Lực do đ/c Nguyễn Đức Mậu làm Chủ nhiệm; HTX Đồng Liêu do đ/c Nguyễn Văn Thảnh làm chủ nhiệm; HTX Đồng Tiến do đ/c Nguyễn Văn Bảy làm chủ nhiệm. - Đầu năm 1982 Đại hội đại biểu xã Nghĩa Lạc lần thứ 11 tổ chức đã bầu ra BCH Đảng bộ gồm 9 đ/c do đ/c Nguyễn Đức Mậu làm Bí thư Đảng ủy. Để chỉ đạo, tạo điều kiện cho SXNN phát triển. Năm 1986 Đảng ủy chỉ đạo sáp nhập 3 HTX thành 2 HTX; HTX Đồng Lạc do đ/c Trần Đức Hiệt làm Chủ nhiệm và bây giờ là đ/c Nguyễn Văn Đính; HTX Đồng Liêu do đ/c Nguyễn Văn Tuân và sau đó là đ/c Trần Tiến Bội. Đến năm 2020 đ/c Trần Tiến Bội nghỉ hưu, đ/c Phạm Văn Đệ thay làm Chủ tịch HĐQT HTX kinh doanh dịch vụ NN Đồng Liêu. - Dưới ánh sáng của Nghị quyết Đại hội Đảng bộ xã, nhân dân phấn khởi đẩy mạnh SX, đưa ứng dụng KHKT vào SX, đưa lúa tám, nếp đặc sản nổi tiếng vào SX. Kinh tế VAC cùng song song các ngành nghề tiểu thủ CN, DV phát triển diện rộng, nghề mộc, nề, may mặc, nghề trồng hoa cây cảnh phát triển... - Năm 1991 xã thi công xây dựng hệ thống đường điện lưới 2 trạm với công xuất 250 KVA về phục vụ dân sinh, phục vụ SX. Từ đó đời sống nhân dân được cải thiện. - Từ năm 1975 – 1991 Đảng bộ đã trải qua 15 lần Đại hội, các đ/c lãnh đạo chủ chốt của địa phương qua các thời kỳ: Các đ/c BT chi bộ, Đảng bộ xã gồm: đ/c Lưu Văn Án từ 1948 -1949, đ/c Đặng Tiến Nhã, đ/c Trần Xuân Quảng, đ/c Lưu Văn Phổ, đ/c Vũ Chí Công, đ/c Nguyễn Văn Đáp, đ/c Nguyễn Văn Lập 1973- 1975, đ/c Chu Minh Khuê, đ/c Nguyễn Đức Mậu, đ/c Nguyễn Văn Hiển, đ/c Phạm Quang Thịnh, đ/c Đặng Xuân Bắc, và bây giờ là: đ/c Vũ Xuân Đại. - Các đ/c Phó bí thư gồm: đ/c Nguyễn Văn Bảo 1967, đ/c Lưu Thị Liễu 1968-1969, đ/c Trần Văn Chiến, đ/c Nguyễn Văn Đẩu, đ/c Nguyễn Văn Tuân, đ/c Trần Công Quận, đ/c Nguyễn Anh Lung, đ/c Đặng Phương Sáu, đ/c Hoàng Văn Hiệu, và bây giờ là đ/c: Nguyễn Tuấn Anh. - Phó bí thư – Chủ tịch UBND xã gồm: đ/c Vũ Đình Thi, đ/c Lưu Văn Án, đ/c Trần Văn Cù, đ/c Vũ Chí Công, đ/c Nguyễn Văn Sắc, đ/c Nguyễn Văn Lập, đ/c Nguyễn Văn Thảnh, đ/c Vũ thị Mận, đ/c Vũ Ngọc Chương, đ/c Nguyễn Công Củng, đ/c Nguyễn Văn Hiển, đ/c Nguyễn Anh Lung, đ/c Đặng Xuân Bắc và bây giờ là đ/c Nguyễn Văn Dũng. Nguồn tài liệu được trích từ cuốn “Lịch sử Đảng bộ và nhân dân xã Nghĩa Lạc ''được xuất bản năm 1995.

## Giao thông
- Xã Nghĩa Lạc có tỉnh lộ DT490C chạy qua.